# 이르핀 전투
이르핀 전투(우크라이나어: Битва за Ірпінь)는 2022년 러시아의 우크라이나 침공 당시 이르핀을 두고 러시아군과 우크라이나군 사이에 벌어진 전투이다. 키이우 공세의 일환으로 러시아군은 이르핀, 부차, 호스토멜을 장악하여 서쪽으로부터 우크라이나의 수도 키이우를 포위했다. 키이우 공세의 강도 때문에 키이우주 정부는 이르핀을 포함한 부차, 호스토멜, M06 고속도로, 비슈호로드를 키이우주에서 가장 위험한 장소로 선정했다.

## 같이 보기
- 이르핀 난민 행렬 포격